# Santo Stefano a Macerata
Santo Stefano a Macerata (già Macerata) è una località del comune italiano di Cascina, nella provincia di Pisa, in Toscana.

## Geografia fisica
La località di Santo Stefano a Macerata si sviluppa nell'area rurale a sud della città di Cascina, lungo la strada denominata via di Macerata che da San Frediano a Settimo scende verso Vicarello, nel comune di Collesalvetti. La località è composta da un centro, nato all'incrocio della via di Macerata con la strada statale 67 bis Arnaccio, e da vari agglomerati rurali che vertono su di esso, tra i quali il principale è quello di Chiesanuova, posto oltre il tracciato ferroviario.
Santo Stefano a Macerata dista circa 7 km dal capoluogo comunale e circa 20 km da Pisa.

## Storia
Il comunello di Santo Stefano a Macerata è menzionato per la prima volta in un documento redatto a Pisa nel 1196, dove è ricordato come villa agricola. Nel 1372 è attestata nella località Macerata la presenza di due chiese, intitolate a Santo Stefano e a San Miniato, entrambe scomparse. Nel 1833 Santo Stefano a Macerata contava 404 abitanti.

## Monumenti e luoghi d'interesse

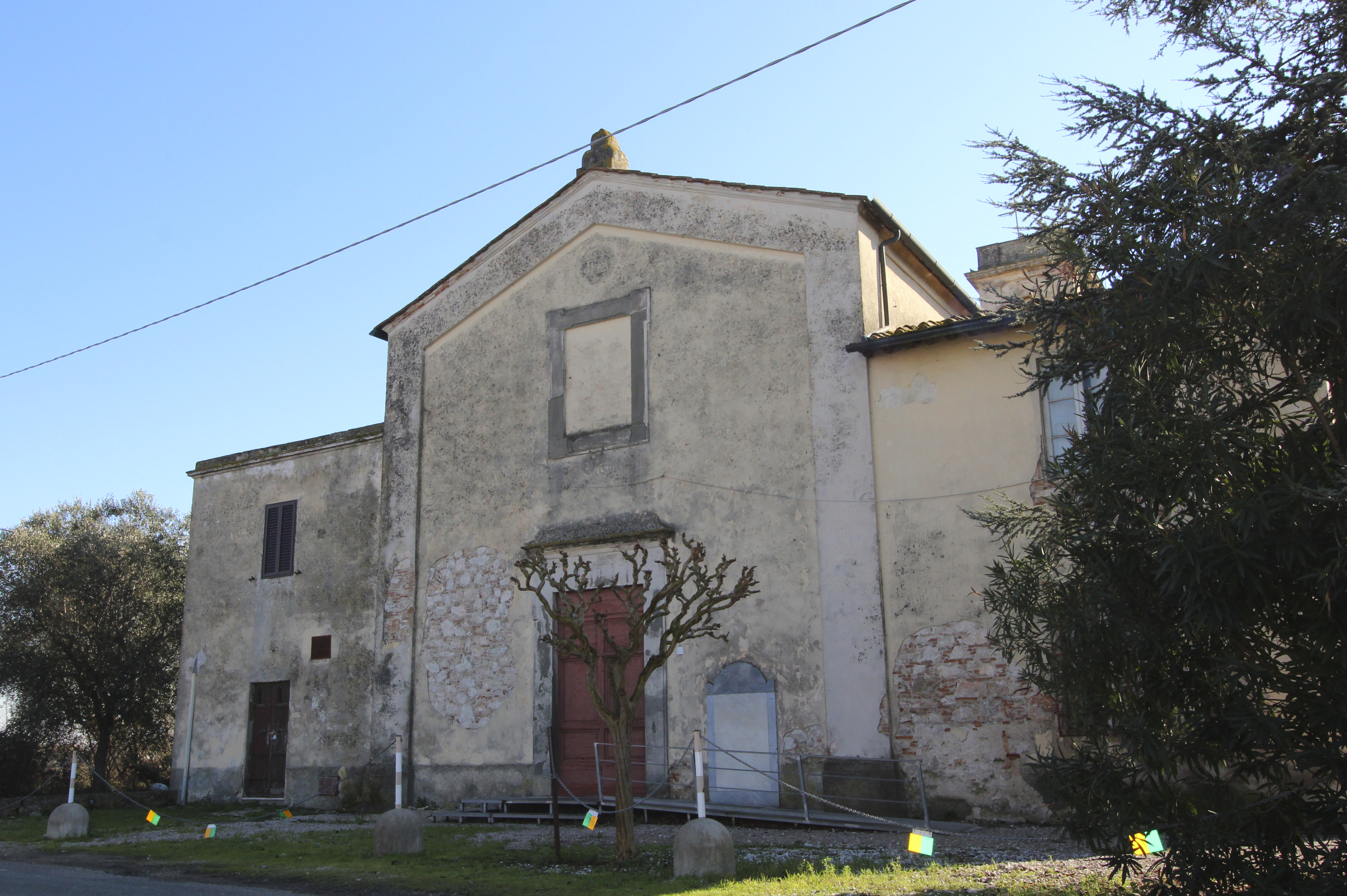
La chiesa di Santo Stefano

- Chiesa di Santo Stefano, chiesa parrocchiale della località, è stata consacrata il 17 gennaio 1826 in una località chiamata, per l'appunto, Chiesanuova.[2][3] L'edificio religioso eredita il titolo dell'antica chiesa alto-medievale di Santo Stefano, abbandonata nel corso degli anni e poi demolita.[2] Sul prato antistante la chiesa si trova un'edicola con pregevole crocifisso in ferro.[3]

## Cultura

### Ricerca
Presso la località è stato inaugurato nel 2003 l'interferometro VIRGO, un rivelatore interferometrico di onde gravitazionali del tipo interferometro di Michelson, con bracci lunghi 3 km. Il progetto è frutto di una collaborazione italo-francese tra l'Istituto nazionale di fisica nucleare e il Centre national de la recherche scientifique: lo scopo è quello di rivelare le onde gravitazionali, in un intervallo di frequenze esteso tra i 10 e i 10000 Hz. La sensibilità dell'interferometro permetterà di osservare gli effetti di supernovae e sistemi binari situati nell'ammasso della Vergine, da cui il nome del progetto. Per garantirne il funzionamento a lungo termine, gli enti finanziatori dell'esperimento hanno creato una struttura consorziale che prende il nome di EGO, European Gravitational Observatory, atta a fornire il supporto per il mantenimento del sito e delle sue infrastrutture, oltre che ad occuparsi della gestione del centro computazionale per l'analisi dei dati.

### Eventi
A Santo Stefano a Macerata si svolge, ogni ultima domenica di maggio, il palio di Santo Stefano. Nato nel 1986, è stato ideato come memoria storica della fedeltà di Cascina a Pisa, quando il comune forniva i propri soldati alla città marinara nella guerra contro Firenze. Il palio di Santo Stefano, con corteo di sbandieratori in costumi storici, ricalca il modello dell'antico Gioco del Ponte. Vi concorrono otto delle numerose frazioni del comune, denominate "capitanie", che sono, oltre a Santo Stefano stessa, Latignano, Marciana, San Benedetto, San Casciano, San Frediano, San Giorgio e San Lorenzo. La capitania con più vittorie è Marciana (8 vittorie).